# New Imperial Star
Die New Imperial Star war ein Kreuzfahrtschiff, das zuletzt zur Arising International Holdings gehörte und unter zuletzt der Flagge von St. Vincent und den Grenadinen fuhr. Das Schiff wurde 1980 auf der polnischen Werft Stocnia Szczecinska im Adolfa Warskiego in Stettin gebaut. 

## Geschichte

### Dmitriy Shostakovich
Der Stapellauf des Schiffes mit der Baunummer B 492/01 erfolgte am 29. Dezember 1979 auf der polnischen Werft Stocnia Szczecinska im Adolfa Warskiego in Stettin. Es gehört zu der von 1980 bis 1986 hergestellten Baureihe von sieben Schiffen der Dmitriy-Shostakovich-Klasse. Das Schiff wurde ursprünglich als Autofähre geplant, wurde aber nie als solche eingesetzt. 

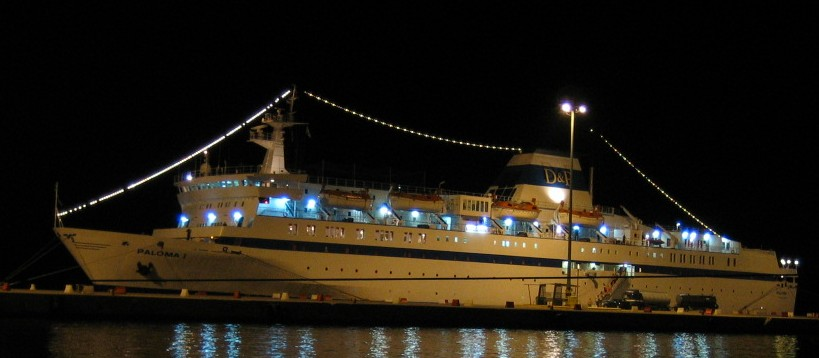
Die Paloma I in Korfu

### Paloma I
Im Jahr 2000 erfolgte ein Umbau mit Modernisierungen. Jährlich fanden Renovierungen statt.

### New Imperial Star
Die New Imperial Star besaß ein Autodeck, auf dem Passagiere ihre PKW mitnehmen können (während der Reisen ist ein Abladen allerdings nicht möglich). Vor dem Umbau zum Kreuzfahrtschiff wurde sie vom griechischen Militär als Truppentransporter eingesetzt. Im Oktober 2015 wurde das Schiff in Hongkong aufgrund von Mängeln festgesetzt und anschließend zwangsversteigert.

### New
2016 wurde das Schiff zum Abbruch verkauft, im September in New umbenannt und unter die Flagge von Palau gebracht. Im Oktober 2016 erreichte es Alang zum Abbruch.